# Lu Chuan
Dans ce nom chinois, le nom de famille, Lou, précède le nom personnel.
Lu Chuan  (陆川 en chinois), né le 8 février 1971 à Kuitun (Xinjiang) en Chine, est un réalisateur chinois.

## Biographie
Lu Chuan sert deux années dans l'armée en tant que secrétaire d'un général. Puis, il va à l'Université de cinéma de Pékin dont il sort diplômé en réalisation. Ses réalisateurs favoris sont Ingmar Bergman, Jim Jarmusch, et Pier Paolo Pasolini.
En 2002, il réalise son premier film, The Missing Gun (Xún Qiāng). Cette production est un petit budget comme son deuxième film réalisé en 2004, Kekexili, la patrouille sauvage (可可西里, Kěkěxīlǐ). Avec ce film, il remporte le prix du meilleur film au Golden Horse Film Festival.
Considéré comme une personnalité majeure du nouveau cinéma chinois, son film Nanjing, Nanjing (南京! 南京!, Nánjīng! Nánjīng!) sorti en 2009 remporte un succès critique et commercial. Ce film dont le sujet est le Massacre de Nankin gagne la Coquille d'or au Festival de Saint-Sébastien en 2009.
La sortie de son quatrième film, The Last Supper (王的盛宴, Wáng Dè Shèng Yàn), qui traite de la Guerre Chu-Han, est bloquée. Les autorités de censure chinoise craignent que le film trouble la stabilité sociale,.

## Filmographie

### Réalisateur
- 2002 : The Missing Gun (寻枪, Xún Qiāng)
- 2004 : Kekexili, la patrouille sauvage (可可西里, Kěkěxīlǐ)
- 2009 : City of Life and Death (南京! 南京!, Nánjīng! Nánjīng!)
- 2012 : The Last Supper (王的盛宴, Wáng Dè Shèng Yàn)
- 2015 : Chronicles of the Ghostly Tribe (九层妖塔, Jiǔ céng yāo tǎ)
- 2016 : Nés en Chine

## Prix
- 2004 : meilleur film au Golden Horse Film Festival pour Kekexili, la patrouille sauvage
- 2005 : Coq d'or pour Kekexili, la patrouille sauvage
- 2006 : Hong Kong Film Award du meilleur film asiatique pour Kekexili, la patrouille sauvage
- 2009 : Coquille d'or au Festival de Saint-Sébastien pour City of Life and Death
- 2009 : meilleur réalisateur au Asia Pacific Screen Awards pour City of Life and Death
- 2010 : meilleur réalisateur aux Asian Film Awards pour City of Life and Death